# Jim Duggan
James Stuart Duggan (Glens Falls, Nueva York; 14 de enero de 1954), más conocido en el ring como "Hacksaw" Jim Duggan, es un luchador profesional estadounidense semirretirado, conocido por su paso por la World Wrestling Federation y la World Championship Wrestling.
Durante su carrera se destaca el haber ganado el Campeonato de los Estados Unidos y el WCW World Television Championship, además de ser el primer ganador de la Royal Rumble Match en 1988 y es parte del WWE Hall of Fame de la clase del 2011.
Durante buena parte de su carrera, se hizo acompañar de una viga de madera, así como con una gran bandera norteamericana.

## Carrera
Antes de ser luchador profesional, fue jugador de fútbol americano durante su paso por la Universidad, llegando a firmar de manera profesional con el equipo de los Atlanta Falcons, retirándose de forma prematura por una grave lesión de rodilla.

### World Wrestling Federation/ Entertainment / WWE (1987-1997,2005-2009,2011, 2012-2014)

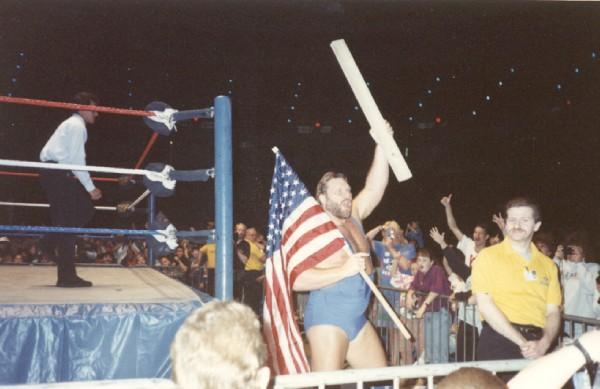
Duggan en un evento de la WWF.

Fue el primer ganador de un Royal Rumble en la historia, el Royal Rumble 1988. Igualmente, acudió a Wrestlemania donde luchó por el Campeonato de WWF en la primera lucha de triple amenaza contra André "El Gigante" y Randy Savage, pero perdió la lucha tras ganarla Randy Savage. Participó en la Batalla Real de Veinticuatro Hombres en WrestleMania XXIV, pero fue eliminado.
También se le vio en el segmento de Raw, "Million Dollar Mania", junto con Vince McMahon.
En el 2005 regreso a WWE, se enfrentó con Finlay, Chris Masters, Carlito, Chris Benoit, Christian y Chris Jericho. Tras dos años en esta segunda etapa, fue despedido en 2007.
En el 2008 regresó a WWE y tuvo un combate con los, por entonces, Campeones Mundiales por Parejas Cody Rhodes y Ted DiBiase, Jr. debido a los insultos que le dedicaron, haciéndole ver que "su tiempo de gloria había pasado hacía tiempo". Tras ser derrotado en gran número de combates, comenzó a ser mal considerado en el círculo de la lucha libre profesional, lo que precipitó su nueva retirada.
En 2009, Duggan reaparece de forma sorprendente en el Royal Rumble como el #29 pero fue eliminado por The Big Show. En 2011 se anunció que sería introducido al WWE Hall of Fame. Apareció en el show de aceptación de Hall of Fame, y en WrestleMania XXVII junto a los demás introducidos en el Hall of Fame de 2011. Reaparece en el 25th Aniversario de Royal Rumble como el #19 pero fue eliminado por Cody Rhodes. Posteriormente apareció en el Royal Rumble comentando junto a Ric Flair y Shawn Michaels en una sección de entrevistas de Josh Mathews.

### Global Force Wrestling (2015)
Duggan se unió a la empresa de Jeff Jarrett Global Force Wrestling, como promotor en giras.

## Campeonatos y logros

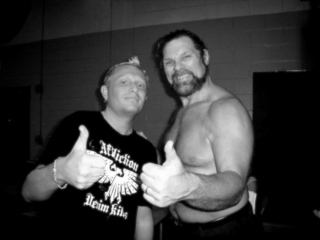
Duggan con un fanático.

- International Wrestling Association of Japan
  - IWA World Heavyweight Championship (1 vez)[2]

- International Wrestling Cartel
  - IWC Tag Team Championship (1 vez)[3] - with Scottie Gash[4]

- Texas All-Star Wrestling
  - Texas All-Star Wrestling Championship (1 vez)[5]

- Mid-South Wrestling Association - Universal Wrestling Federation
  - Mid-South Louisiana Championship (1 vez)[6]
  - Mid-South North American Championship (1 vez)
  - Mid-South Tag Team Championship (1 vez) - con Magnum T.A.
  - UWF World Tag Team Championship (1 vez) - con Terry Taylor

- World Championship Wrestling
  - WCW United States Heavyweight Championship (1 vez)[7]
  - WCW World Television Championship (1 vez)[7]

- World Wide Wrestling Alliance
  - WWWA United States Championship (1 vez)[cita requerida]

- World Wrestling Federation/Entertainment
  - Royal Rumble (1988)
  - WWE Hall of Fame (2011)

- Pro Wrestling Illustrated
  - PWI ranked him # 157 of the 500 best singles wrestlers of the "PWI Years" in 2003.[8]
  - Situado en el Nº388 en los PWI 500 de 2009

- Wrestling Observer Newsletter awards
  - Most Improved Wrestler (1982)
  - Feud of the Year (1985) vs. Ted DiBiase